# Glossonotus univittata
Glossonotus univittata är en insektsart som beskrevs av Harris. Glossonotus univittata ingår i släktet Glossonotus och familjen hornstritar. Inga underarter finns listade i Catalogue of Life.